# Ян Редельфс
Ян Редельфс (нім. Jan Redelfs, 20 серпня 1935 — 10 листопада 1995) — західнонімецький футбольний арбітр. Арбітр ФІФА у 1980—1983 роках.

## Кар'єра
У період з 1966 по 1983 рік Ян Редельфс відсудив у Бундеслізі всього 151 матч представляючи місто Ганновер. Також судив фінал Кубка Німеччини 1978 року та Кубка ліги 1982 року. У 1979 році Ян здобув титул арбітра року у ФРН.
1980 року отримав статус міжнародного арбітра і працював на молодіжному чемпіонаті світу 1981 року в Австралії, відсудивши одну гру.